# Убјале (Бергамо)
Убјале је насеље у Италији у округу Бергамо, региону Ломбардија.
Према процени из 2011. у насељу је живело 793 становника. Насеље се налази на надморској висини од 352 м.